# Sten Edvard Gleerup

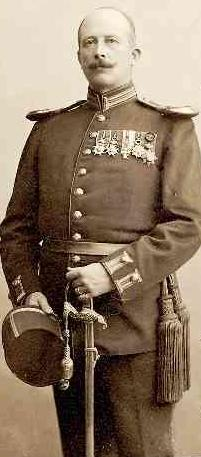
Sten Edvard Gleerup, um 1903.

Sten Edvard Gleerup, auch Edde, (* 13. Juni 1860 in Chikago, Vereinigte Staaten; † 13. Juni 1928 in Brüssel, Belgien) war ein schwedischer Soldat, Forschungsreisender und Kolonialadministrator, der ab Mitte der 1880er Jahre für den belgischen König Leopold II. im Kongo-Freistaat diente. Er war der erste Schwede und der achte Europäer, der Afrika durchquerte.

## Biographie
Sten Edvard Gleerup wurde am 13. Juni 1860 in Chicago geboren. Sein Vater war Georg Josef Teodor Gleerup, ein Fotograf in Chicago und später in Lund, und seine Mutter war Wendela Sofia Hallström. Nach seiner schulischen Ausbildung strebte Gleerup eine Militärkarriere an und wurde 1879 zum Leutnant des Südlichen Schonischen Infanterieregiments ernannt.
Gleerup trat 1883 in den Dienst des Kongo-Freistaates, wurde 1884 zum Leiter der Kimpoko-Station am Stanley Pool ernannt und baute dort die Station neu auf. Im November 1884 erreichte eine Expedition mit drei Dampfschiffen unter Edmond Hanssens aus Léopoldville Kimpoko. Die Expedition nahm Gleerup an Bord, der zum Stellvertreter von Arvid Wester an den Stanley-Wasserfällen ernannt worden war. An der Equateur-Station nahm die Expedition zudem Alphonso van Gèle an Bord. Ab dem 20. November 1884 reisten Gleerup und Van Gèle in Begleitung des Intendanten Van den Plas weiter zu den Wasserfällen. Bei Eintritt in den Aruwimi-Fluss wurde offensichtlich, dass die lokale Bevölkerung der Basokos durch Angriffe von arabischen Sklavenjägern terrorisiert wurde. Das Land flussaufwärts des Aruwimi war folgerichtig vollständig von den Menschen verlassen, die vor den Arabern geflohen waren. Kurz nachdem die Expedition die Wasserfälle erreicht hatte, schickte der führende Sklavenjäger Tippu-Tip seinen Neffen Rachid, um Van Gèle zu begrüßen. Später suchte Tippo-Tip Van Gèle persönlich auf und versicherte ihm, er strebe freundschaftliche Beziehungen zu den Europäern an und werde die Sklavenjagd einstellen.
Van Gèle ließ Leutnant Gleerup an den Wasserfällen zurück, um Leutnant Wester zu unterstützen. Wester war mit Louis-Gustave Amelot als Stellvertreter ab Juli 1884 vor Ort. Wester und Gleerup sollten die äußerste Station beaufsichtigen, die als zugleich wichtigste und gefährdetste eingeschätzt wurde. Tippu Tip wollte keine Einmischung der Europäer in die Region und verlangte die Räumung der Station, doch Wester gelang es, die Beziehung zu Tippu Tip zu verbessern, und die Station entwickelte sich.
Nach dem Ende seiner Dienstzeit nahm Gleerup ein Angebot an, unter dem Schutz des arabischen Oberen nach Osten nach Sansibar zu reisen. Er verließ die Station Ende 1885 und erreichte Sansibar Ende Juni 1886. Gleerup war damit der achte Europäer und der erste Schwede, der Afrika von West nach Ost durchquerte. 1888 heiratete er Augusta Juliana (Julie) Malm. 1896 wurde er zum Hauptmann befördert.

## Veröffentlichungen
- Peter Möller, Edvard Gleerup, Georg Pagels: Tre år i Kongo: Skildringar (Drei Jahre im Kongo: Beschreibungen). P. A. Norstedt & S:r. Stockholm. 1887–1888.